# مسکوت (فلوریدا)
مسکوت (به انگلیسی: Mascotte) شهری در شهرستان لیک ایالت فلوریدا است که در سال ۱۹۲۵ بنیان‌گذاری شده‌است. این شهر طبق سرشماری سال ۲۰۱۰ میلادی، ۵٬۱۰۱ نفر جمعیت داشته و مساحت آن نیز ۷٫۳ کیلومتر مربع است.